# Phiala similis
Phiala similis är en fjärilsart som beskrevs av Aurivillius 1911. Phiala similis ingår i släktet Phiala och familjen Eupterotidae. Inga underarter finns listade i Catalogue of Life.